# Ypsilon Aquarii
Ypsilon Aquarii (υ Aquarii, förkortat Ypsilon Aqr, υ Aqr) som är stjärnans Bayerbeteckning, är en dubbelstjärna belägen i den södra delen av stjärnbilden Vattumannen. Den har en skenbar magnitud på 5,21 och är synlig för blotta ögat där ljusföroreningar ej förekommer. Baserat på parallaxmätning inom Hipparcosuppdraget på ca 44,1 mas, beräknas den befinna sig på ett avstånd på ca 74 ljusår (ca 23 parsek) från solen.

## Egenskaper
Primärstjärnan Ypsilon Aquarii A är en gul till vit stjärna i huvudserien av spektralklass F5 V. Den har en radie som är omkring 50 procent större än solens och utsänder från dess fotosfär ca 3,6 gånger mera energi än solen vid en effektiv temperatur av ca 6 600 K.
En följeslagare som kretsar kring stjärnan upptäcktes 2007 vid Gemini Observatory.